# Simulium squamosum
Simulium squamosum är en tvåvingeart som först beskrevs av Günther Enderlein 1921.  Simulium squamosum ingår i släktet Simulium och familjen knott. Inga underarter finns listade i Catalogue of Life.